# Albert Baker d'Isy
Albert Baker d'Isy, né le 18 avril 1906 à Paris et mort dans cette même ville le 20 mai 1968, est un journaliste sportif français, spécialisé dans le cyclisme. Pour beaucoup de ses confrères, il est, parmi ceux qui ont travaillé dans le domaine sportif, un journaliste légendaire du reportage.

## Biographie
Albert Baker d'Isy a travaillé à l'Écho des sports, une revue sportive, dont la parution épisodique s'étale de 1904 à 1957. En 1934, il y est l'un des rédacteurs cyclistes, en compagnie de René de la Tour. Cependant son activité principale se situait dans un quotidien du soir de grande audience, Paris-Soir, où il était entré en 1931. Spécialiste du vélo, il participe avec le chef du service des sports de ce quotidien, Gaston Bénac, à la création de deux épreuves qui marqueront durant des décennies le calendrier des coureurs professionnels. Il s'agit de deux courses disputées à l'origine dans la vallée de Chevreuse et ses environs, paradis des cyclistes aux portes de Paris. L'une d'elles, le Critérium national était, réservée aux coureurs français et se disputait en ligne. La deuxième, traditionnellement disputée à la fin de l'été, était une épreuve contre-la-montre, le Grand Prix des Nations. La création de ce Grand Prix en 1932 fut un coup de génie à une époque où pareille course contre le chronomètre n'existait que sous la forme d'étape dans le Tour de France. Critérium national et "Nations"  étaient conçus, en créant l'événement comme faisant partie de la stratégie globale de Paris-Soir pour conquérir des lecteurs. Or le cyclisme français des années 1930 était florissant et la victoire de ses champions assura d'emblée la popularité des deux courses, particulièrement du Grand Prix des Nations, dont il semble que ce soit Baker d'Isy qui en ait trouvé le titre grandiose. Maurice Archambaud, un champion parisien inaugura le palmarès, où le double vainqueur du Tour de France, Antonin Magne, inscrit son nom à trois reprises entre 1934 et 1936.
Quant au Critérium national, les as du cyclisme hexagonal s'y appliquèrent à l'emporter : André Leducq en 1933, Roger Lapébie, René Le Grevès.
Une part de la légende « Baker d'Isy » tient à ces courses. Une autre part tenait à un mode de vie voué aux reportages.
Albert Baker d'Isy, après la guerre, mit ses talents au service de Ce soir, l'ancien concurrent de Paris-Soir. Il seconda Georges Pagnoud dans l'organisation des compétitions que celui-ci créait ou reprenait en 1945-1946. Il collaborait aux journaux sportifs que le Parti Communiste faisait naître : Sports, et Miroir Sprint. Après la disparition de Ce soir, il fut embauché par L'Équipe, puis travailla à France-Soir, l'ultime titre de sa carrière. Parallèlement, il participa dès l'origine à Miroir du cyclisme, livrant des articles d'histoire-témoignage sur les champions qu'il avait connus. Contrairement à beaucoup de ses collègues, il n'édita jamais de livre sur le cyclisme.

## Sources
- Claude Sudres, Dictionnaire international du cyclisme, 1993.
- Notice parue dans Le Monde, en mai 1968, lors de sa mort.
- Miroir du cyclisme: no 101-1968, notice Albert Baker d'Isy n'est plus.
- Christophe Penot, Pierre Chany, l'homme aux 50 tours de France, 1996 (témoignage de P. Chany sur Albert Baker d'Isy)